# Paula Echevarría
Paula Echevarría (Candás, Astúries 7 d'agost de 1977) és una actriu i model espanyola.

## Biografia
Després de viure una llarga temporada a la ciutat de Londres, Paula va tenir els seus inicis a la pantalla petita l'any 2000 en sèries tan populars com Al salir de clase, Policías o Compañeros o London Street. El 2002 va interpretar un personatge en l'obra de teatre Deu negrets. El 2004 va obtenir el paper que la va donar a conèixer: Clara Osma en la sèrie de Telecinco El comisario, una sèrie de gran popularitat i audiència amb Tito Valverde i Juanjo Artero al capdavant. Paula va participar en aquesta sèrie durant tres anys fins a finals de 2007.
Al cinema ha treballat en pel·lícules com El chocolate del loro, d'Ernesto Martín, Carmen de Vicente Aranda o Rojo intenso de Javier Elorrieta. Posteriorment va protagonitzar Luz de domingo amb Álex González (2007) i Sangre de mayo (2008), ambdues de José Luis Garci. Aquests dos llargmetratges van obtenir nombroses nominacions als Premis Goya de l'Acadèmia de Cinema d'Espanya i van ser seleccionats per aquesta mateixa acadèmia com a candidats a optar a la nominació a l'Oscar al costat d'altres dues pel·lícules. Des de 2010 Paula Echevarría ha estat una de les protagonistes de l'exitosa sèrie Gran Reserva.
A la tardor de 2012 l'actriu va estrenar el seu primer thriller de terror psicològic, Vulnerables del director Miguel Cruz.
El 2012, va ser la persona amb la crescuda més gran de busques de Google a Espanya. El 2013, era la persona espanyola amb més seguidors a Instagram El 2015 Echevarria va ser la persona més buscada per Bing a Espanya durant dos anys consecutius.

## Filmografia

### Cinema
- Peor imposible, ¿qué puede fallar?(2002)
- Machín, toda una vida(2002)
- Carmen(2003)
- El chocolate del loro(2004)
- Las locuras de Don Quijote (2005)
- La dama blanca(2005, curtmetratge)
- Rojo intenso (2006)
- Luz de domingo (2007)
- Sangre de mayo (2008)
- El bizcocho (2011, curtmetratge)
- Vulnerables (2012)

### Televisió
- 7 vidas (2000)
- Compañeros (2000)
- Emisión imposible (2000,presentadora)
- Mi teniente (2001)
- Policías, en el corazón de la calle (2001)
- Al salir de clase (2001)
- London Street (2003)
- El comisario (2003-2007)
- Gran Reserva (2010-2013)
- Galerías Velvet (2014)

### Teatre
- José (2003)
- Diez negritos (2002)

### Publicitat
- Campanya Blanco Otoño Invierno (2011-2012)
- Campanya SuiteBlanco Otoño Invierno (2012-2013)
- Campanya Blanco Primavera Verano (2012)
- Campanya Decléor (2012)
- Campanya Pantene (2006 a 2013)
- Campanya Decléor (2013)

### Revistes
| - Mia - In Style varios - ELLE - Glamour 2007 - In Style 2007 - Glamour 2008 - Barcelona Divina 2009 - DT 2010 - Woman Calzedonia 2010 - ELLE 2010 - Hola Tous diciembre 2011 | - YO DONA 2011 - In Style 2011 - Mujer hoy 2011 - ELLE 2011 - Hola Tous diciembre 2012 - In Style 2012 - Mujer hoy 2012 - ELLE Intimissimi 2012 - YO DONNA 2013 - Glamour 2013 - Woman 2013 |

### Altres
- Presentadora de la gala TP de Oro (2008)
- A contracorriente, videoclip de David Bustamante (2010)
- Presentadora del Festival de Cine de San Sebastián (2011)
- Presentadora dels Premis Goya (2013)

## Premis i nominacions
| Any  | Premi                                          | Categoria                     | Títol           | Resultat   |
| ---- | ---------------------------------------------- | ----------------------------- | --------------- | ---------- |
| 2007 | Premis Top Glamour de la revista Glamour       | Millor actriu                 |                 | Guanyadora |
| 2008 | Premi Mujer Cosmopolitan "Fun Fearless Female" | Millor actriu                 | Sangre de mayo" | Guanyadora |
| 2011 | Premis ATV, Espanya                            | Millor Interpretació Femenina | Gran Reserva    | Nominada   |
| 2011 | Premis Zapping                                 | Millor actriu                 | Gran Reserva    | Nominada   |
| 2011 | Premio Pétalo Cosmopolitan Televisión          | Mujer del año                 |                 | Guanyadora |
| 2013 | Neox Fan Awards (Atresmedia, Grupo Planeta)    | Millor protagonista de cinema | Vulnerables     | Nominada   |
| 2014 | Neox Fan Awards (Atresmedia, Grupo Planeta)    | millor serie                  | Galerias Velvet | Guanyadora |